# Stockholms gaykör
Stockholms gaykör är en kör sammansatt av homosexuella män. Kören grundades 1982 av Raino Kirkma och består av cirka 50 sångare som ger minst två konserter per år. Kören framträder i många olika sammanhang såsom under pridefiranden i Sverige och internationellt, under World Aids Day, Regnbågsmässor och i samband med arrangemang inom HBTQIA-rörelsen. År 2006 låg kören på svenska topplistor med låten Kom ut, som framfördes tillsammans med Christer Lindarw och var signaturmelodi för Stockholm Pride samma år. År 2017 erhöll kören en fana ur kung Carl XVI Gustafs hand i samband med nationaldagsfirandet på Skansen i Stockholm. Kören medverkar också i en musikvideo framtagen av Stockholms stadsmuseum inför nyinvigningen 2019 med låten "Möt mig i gamla stan".  Kören sjunger ibland tillsammans med kvinnokören Sapphonia, Stockholm rainbow gospel, Malmö regnbågskör och barbershopkören Sunlight Chorus.
Kören turnerar emellanåt och har bland annat besökt USA (Hawaii, Fort Lauderdale, San Francisco), Nederländerna (Amsterdam), Polen, Finland, Spanien m.fl. 
År 2019 stod kören värd för det nordiska samarbetet Queertune - en körfestival för och med HBTQIA-körer i Norden. Den första Queertune genomfördes i Helsingfors i Finland 2017.

## Dirigenter
- Anders Jonsson (1982 – 1984)
- Folke Antonsson (1984 – 1987)
- Gerd Jacob (1987 – 1990)
- Lars Jergen Olson (1990 – 1998)
- Leif Lundberg (1999)
- Karol Vieker (1999 – 2007)
- Jacob Mølgaard Laustsen (hösten 2006 - 2010)
- Jerry Adbo (2010 - våren 2014)
- Morten Heide (hösten 2014 - våren 2015)
- Jerry Adbo (hösten 2015 - hösten 2022)
- Tony Margeta (hösten 2022 - våren 2025)

## Utmärkelser
- 2005: Lasse Radings kulturpris för förtjänstfulla insatser mot hiv/aids.
- 2017: Mottagande av en fana ur kung Carl XVI Gustafs hand för betydelsefulla insatser som förening.